# Nullipora
Nullipora J.B. de Lamarck, 1801  é o nome botânico  de um gênero de algas vermelhas pluricelulares da família Hapalidiaceae.
- São algas marinhas encontradas na Itália.

## Sinonímia
Atualmente é sinônimo de:
- Phymatolithon Foslie, 1898

## Espécies
Apresenta 1 espécie taxonomicamente aceita:
- Nullipora tuberosa Michelin, 1840